# Бюрно, Карл Иванович
Карл Иванович Бюрно (1796—?) — военный инженер, генерал-майор, участник русско-турецкой войны 1828—1829 годов и Кавказских походов.

## Биография
Карл Иванович Бюрно родился в 1796 году на Сардинии, был принят в русскую службу из французской в 1820 году с чином подпоручика и зачислен в инженерный корпус.
В 1828 году Бюрно был послан в армию, действовавшую против турок, и находился при осаде и штурме Браилова и блокаде Шумлы; за боевые отличия произведён в подполковники и награждён орденом св. Владимира 4-й степени. В 1829 году состоял в распоряжении командовавшего Черноморским флотом адмирала Грейга и 21 июля, имея 100 человек Камчатского пехотного полка и 50 матросов, взял город Китен, защищавшийся 300 турецкими кавелеристами, а 24 июля, с одним батальоном Иркутского пехотного полка, при двух орудиях, завладел крепостью Агатополем, имевшей защитниками 2000 турок, с девятью орудиями. За эти подвиги Бюрно 30 августа 1829 года был награждён орденом св. Георгия 4-й степени (№ 4278 по кавалерскому списку Григоровича — Степанова).
В 1830 году Бюрно был командирован на Кавказ для осмотра крепостей и участвовал в экспедициях против горцев под начальством генералов Панкратьева и Вельяминова.
В 1831 году Бюрно был отправлен в армию, действовавшую против польских мятежников для устройства переправ через Вислу и Нарев.
В 1833 году произведён в полковники и находился в составе русского корпуса, высланного на помощь турецкому султану против египетского паши Магомета-Али. За участие в этой экспедиции Бюрно был награждён султаном особой золотой медалью.
По возвращении Бюрно служил в Крыму и занимался строительством шоссе от Балаклавы до Алушты, реконструировал Константиновскую батарею в Севастополе. С этой целью ок. 1838 г. организовал в Керчи первый в России асфальтовый завод.
В 1844 году, по Высочайшему повелению, Бюрно был отправлен на Кавказ в отряд генерал-адъютанта А. И. Нейгардта; участвовал с ним во многих экспедициях и был произведён в генерал-майоры. В 1847 году, при осаде Салты, Бюрно командовал одной из штурмовых колонн и, заняв салтинские сады, отбил 7 отчаянных атак мюридов, за что был награждён орденом св. Анны 1-й степени.
В 1848 году Бюрно был назначен с отрядом для проведения дорог к Шинскому ущелью и подчинён, на случай вторжения горцев в Белоканский округ, начальнику Лезгинской линии, генерал-лейтенанту Г. Е. Шварцу.
В то время, когда Бюрно находился, в сентябре около селения Борч и имел два батальона из Мингрельского и Тифлисского егерских полков, 100 человек сапёр, 150 человек горской милиции, Шамиль с значительным числом лезгин обложил Ахтинское укрепление, в 70 верстах от Борч.
При первом же известии о вторжении Шамиля Бюрно собрал свой отряд у селения Борч и занялся укреплением позиции, чтобы прикрыть ею Емесуйские земли и Нухинский уезд. В донесении на имя генерала Шварца Бюрно сообщал о важности занимаемой им позиции и о своем намерении держаться на ней до последней возможности. Но через три дня (12 сентября) Бюрно очистил Борч и отступил за гору Салават и, таким образом, открыл Шамилю путь вперед без опасения за свой тыл.
Донеся об этом генерал-лейтенанту Шварцу, Бюрно писал, что к очищению Борчинской позиции его побудило «глубокое уныние» среди подчинённых ему офицеров, просьбы некоторых из них об отступлении и решение военного совета, высказавшегося за отступление ввиду невозможности противостоять с 1000 штыками против 10 тысяч Шамиля.
16 сентября Шварц послал Бюрно подкрепление в две роты и два горных орудия и приказал занять прежнюю позицию. Но Бюрно, получив известие, что неприятель усилился, не исполнил приказания Шварца. Получив 24 сентября вторичное его приказание двинуться к Борчинской позиции, Бюрно исполнил его, но слишком поздно, так как отряд генерал-адъютанта князя Аргутинского-Долгорукова уже разбил и обратил в бегство неприятеля.
Главнокомандующий отдельным Кавказским корпусом князь Воронцов, приказал произвести следствие о причинах оставления Бюрно важной позиции и «об ослаблении им воинского духа в частях, известных издавна своей храбростью». Полевой аудиториат признал Бюрно виновным в ложном донесении о малодушии офицеров и упадке духа в отряде, а в оставлении позиции оправдал и полагал подвергнуть его выговору без ограничения прав и преимуществ по службе.
Император Николай I повелел уволить Бюрно от службы с мундиром и пенсией. В 1850 году Бюрно просился вновь на службу, но Высочайшего соизволения на это не последовало и Бюрно смог вернуться на службу уже во время императора Александра II, который в 1855 году назначил его в распоряжение Оренбургского генерал-губернатора графа Перовского. В отставку Бюрно вышел в 1859 году.
Дата смерти Бюрно не выяснена.
В 1832 году Бюрно была составлена и представлена по начальству записка с проектом завоевания Кавказа «Ligne défensive du Caucase». В ней Бюрно предлагал кордонную систему закрепления за нами Кавказа. Проект этот подвергся резкой критике генерала А. А. Вельяминова, который, дав Бюрно аттестацию очень способного офицера и инженера, высказал, что соображения Бюрно основаны на незнании им как самого края, так и его коренного населения.